# Нойман, Тереза
Тереза Нойман (нем. Therese Neumann; также Рейсль из Коннерсройта нем. Resl von Konnersreuth; 8, 9, 10 или 11 апреля 1898, Коннерсройт, Германская империя — 18 сентября 1962, там же, ФРГ) — германская крестьянка, фигура христианского мистицизма, получившая известность из-за якобы имевшихся у неё стигматов и многолетнего практически полного воздержания от употребления пищи (праноедение). Она сама и впоследствии её могила стали объектом паломничества. Признание её официальной церковью началось только через много лет после её смерти, когда в 2005 году кардиналом Герхардом Людвигом Мюллером был инициирован процесс её беатификации. Реальность историй, рассказываемых о Терезе Нойман, подвергается сомнениям со стороны деятелей как науки, так и религии.

## Биография
Тереза Нойман была первой из одиннадцати детей в семье портного Фердинанда Ноймана и его жены Анны Нойман, урождённой Грилльмайер, родилась и была крещена в Коннерсройте. Информация о точной дате её рождения в различных церковных книгах различается, оригинальное свидетельство о рождении, выданное в загсе Коннерсройта, утрачено или не существует. Её семья, возможно, состояла в родстве с хебским архитектором Бальтазаром Нойманом (1687—1753). Фердинанд Нойман, брат Терезы, бывший по возрасту младше её на тринадцать лет, также называемый «Ферди», стал местным политиком, с 1949 по 1957 год был членом ландрата в Кемнате, а с 1946 по 1950 год — депутатом Баварского ландтага от христианско-социального союза. О других её братьях и сёстрах и их потомках общедоступных сведений имеется мало.
С 1912 года Тереза работала горничной на принадлежащей родственникам соседней ферме и с 1915 года фактически стала вести хозяйство сама вследствие отъезда эконома на фронт Первой мировой войны. После участия в тушении пожара, случившегося вследствие возгорания амбара, в марте 1918 года Тереза якобы начала болеть, у неё начались приступы головной боли, которые приводили к физическому ослаблению и различным припадкам. В сентябре 1918 года у неё начало резко ухудшаться зрение, что к марту 1919 года переросло в полную слепоту, а также сопровождалось временной глухотой и приступами, похожими на эпилептические припадки. С октября 1918 года она, как сообщается, страдала от паралича, сделавшего её лежачей и нетрудоспособной. В течение нескольких лет о Терезе Нойман приходилось заботиться другим людям. Начиная с декабря 1922 года у неё начались проблемы с глотанием. Только в 1923 году, в день беатификации Терезы из Лизье, она якобы внезапно прозрела; в 1925 году, в день канонизации её тёзки, её паралич, как сообщается, также внезапно прошёл.
В феврале 1926 года у Терезы Нойман якобы впервые появились стигматы, а также началось кровотечение из глаз, что привело к большому числу посетителей. В Великую пятницу, когда её стигматы якобы проявлялись особенно отчётливо, число посетителей, по сообщениям, доходило до 5000 человек.
С 1926 года она также якобы не употребляла никакой иной пищи или питья, кроме того, что положено во время обряда Причастия. Кроме того, с этих пор её, по сообщениям, регулярно посещали видения библейских сцен из Нового завета.
Йогин Парамаханса Йогананда посещал «великого католического мистика, Терезу Нойман из Коннерсройта» 16 июля 1935 года; в своей книге «Автобиография» он описывает этот визит.
Тереза Нойман умерла в 1962 году от сердечного приступа и была похоронена в могиле на местном кладбище в Коннерсройте. Сегодня её могила является местом привлечения паломников, верящих в её историю, и туристов со всего мира. Перед смертью по её инициативе и благодаря её финансовым взносам, полученным от прямых пожертвований, были приобретены замок и усадьба Фокенфилд и земельные участки для монастыря Фокенфилд около Коннерсройта и Миттертайха. После её смерти рядом с её могилой был построен монастырь, финансируемый путём пожертвований, под названием Церезианум. С 2010 года в её честь назван также информационно-коммуникационный центр в Коннерсройте.

## Стигматы
Первые стигматы якобы появились у Терезы Нойман в пост перед Пасхой 1926 года — одновременно с видением, в котором она, как говорила, видела кровь и пот Иисуса на горе Елеон; тогда у неё якобы появилась кровоточащая рана длиной около 3 см и шириной 1 см в области сердца. Позже подобные раны якобы появились у неё на руках, ногах и голове, а по всему телу, как сообщается, появились меньшего размера раны, которые были интерпретированы как следы бичевания. В Великую пятницу, как сообщалось, появлялись и раны на плечах, которые объяснялись как раны, полученные Иисусом от несения креста. Раны на тыльных сторонах кистей и стоп первоначально якобы имели диаметр 12—13 мм, а позже становились квадратными. На внутренних поверхностях конечностей они якобы были меньше по размерам. Её голова, как сообщается, кровоточила в девяти местах, которые вместе были расположены наподобие окружности. Раны на руках, ногах и в области сердца якобы кровоточили каждую пятницу одновременно с её видениями о страданиях Христа. В Великие пятницы, как сообщается, кровоточили также раны от якобы бича на теле и раны на голове, а из глаз текли кровавые слёзы. Стигматы якобы сохранялись у Терезы Нойман до момента её смерти.

## Споры о реальности истории
Тереза Нойман и реальность её истории являются предметом ожесточённых споров и полярных оценок. Были и существуют до нашего времени страстные защитники реальности её истории, особенно называющие себя очевидцами жители окрестностей Коннерсройта, такие как пастор Йозеф Набер, врач Франц Ксавьер Майр, историк Фриц Герлих, но также существуют и не менее страстные противники такой точки зрения, такие как католический священник Йозеф Ханауэр, доктор Йозеф Дойя или историк и журналист Хильда Граеф, у которой был с ней краткий разговор в Коннерсрайте в присутствии приходского священника Йозефа Набера. Повторным посетителям по просьбе Терезы Нойман в доступе к ней часто отказывалось; кроме того, скептики и даже лишь потенциально сомневающиеся в реальности её истории никогда — за редкими исключениями — не принимались ей. При исследованиях обоих видов источников информации о ней, как книг, так и писем в Коннерсройт, например, предполагаемым очевидцем Штайнером, который описывал всё развитие событий вокруг Терезы Нойман и её предполагаемых таинственных видений, а также Ханауэром были обнаружены многочисленные противоречия, несоответствия и неправдоподобные факты из жизни Терезы Нойман и бурной и яростной защиты этого, по его словам, «псевдомистика» и «чудодейственного лекаря».
В июле 1927 года епископский ординариат Регенсбурга постановил произвести официальное 14-дневное наблюдение за Терезой на месте, вновь предпринятое в марте 1928 года. Наблюдение было поручено врачу Зайдлю из санитарного совета Вальдзассена совместно с Герлихом Эвальдом из психиатрической больницы Эрлангена, который проводил медицинские осмотры. Регенсбургский священник и антрополог Себастьян Киллерман также находился около неё на протяжении двух дней в марте 1928 года и затем написал отчёт о своих наблюдениях за Нойман. Киллерман завершает свой отчёт словами о «большом сомнении» относительно истинности её истории, поскольку, по его словам, ему никогда не удавалось лично наблюдать момент начала кровотечения. Когда его просили покинуть комнату для проветривания, ранее засохшая кровь под глазами Терезы Нойман оказывалась, по его словам, вновь жидкой, когда он возвращался. «Кровь на щеках» была, как писал Киллерман, «не настоящая свежая (артериальная), а, кажется, размягчённая (возможно, с помощью слюны) жидкость». Эвальд, однако, в своём докладе утверждал, что видел явно спонтанное возникновение кровотечения. По его словам, это «было подтверждено наблюдениями нескольких врачей, у некоторых из которых были увеличительные стёкла». Искусственное происхождение ран им исключалось. Он объяснял появление стигматов психологическими причинами, «обусловленными психогенным опытом». Кроме того, Герлих описывает её стигматы и события, связанные с их появлением, с детализированным восторгом и подробностями. Очередные сомнения в подлинности стигматов и праноедения Нойман были выражены также выражены баварскими епископами в 1932 году, которые потребовали помещения Нойман в католическую больницу для максимально тщательного наблюдения за всеми возможными происходящими с ней процессами. Это и последующие исследования, однако, были отвергнуты семьёй Нойман.
Со стороны Католической церкви, которая уже в 1927 году — году начала официальных исследований — отговаривала людей от паломничества в Коннерсрой, ни стигматизм, ни праноедение Нойман не были официально признаны. Даже спустя много лет после смерти Терезы церковные власти противодействовали усиленным требованиям её приверженцев по церковному признанию связанного с Терезой Нойман церковного феномена (несмотря на изменение её оценок со стороны компетентных регенсбургских епископов Михаэля Бухбергера, Рудольфа Грабера и Манфреда Мюллера), высказываясь по этому вопросу в целом в значительной степени осторожно.
В результате недавних научных исследований симптомов Нойман, проводившихся в психиатрической больнице Людвига-Максимилиана при Мюнхенском университете, было установлено, что физические нарушения (временный паралич и слепота), стигматы и восторги в контексте формирования психосоматических симптомов теоретически объяснимы как возможные реакции организма под влиянием религиозных фантазий. Реальность праноедения, однако, вызывает серьёзные сомнения с учётом результатов анализов мочи (первоначально типичной «голодной мочи», но позже уже нет) и изменения веса Терезы с начальным снижением и последующим увеличением, вследствие чего в конце периода наблюдения её начальный вес восстановился. Нанауэр также описывает в своих книгах наблюдения и события, которые предполагают постоянное потребление пищи Терезой Нойман, в том числе наблюдения её племянницы.